# Moneilema
El género Moneilema, denominados escarabajo longicornio de cactus según la traducción del nombre en inglés, es un género de coleópteros (escarabajos) negros grandes, no voladores propios de América del Norte en los desiertos al oeste de Estados Unidos y norte de México.  M. gigas es nativo del desierto de Sonora en altitudes inferiores a los 1500m. Las alas delanteras de estos escarabajos se encuentran fusionadas formando una única caparazón dura, de donde el grupo toma su designación en latín. El género incluye 20 especies.
Los escarabajos longicornios de cactus se alimentan de cactus chollas y tuna, como también de renovales de saguaro. Las larvas pueden horadar penetrando las raíces y tallos, pudiendo llegar a matar a individuos más susceptibles. Los adultos también se alimentan en la superficies de los cactus.
La mayoría de las especies de Moneilema se encuentran activas durante mediados o fines del verano - los adultos por lo general emergen durante la temporada de monzón del verano. Algunas especies de Moneilema en el centro y sur de México permanecen activas todo el año.
Al igual que numerosos escarabajos no voladores, estos escarabajos poseen una musculatura de alas limitada con un abdomen y tórax redondeado, de apariencia similar a varios otros escarabajos no voladores del desierto. Los escarabajos de cactus se parecen e imitan el comportamiento de los escarabajos del género Eleodes que emiten una sustancia de feo olor.

## Especies
El género incluye 20 especies:
- Moneilema albopictum (White, 1856)
- Moneilema annulatum (Say, 1824)
- Moneilema appressum (LeConte, 1852)
- Moneilema armatum (LeConte, 1853)
- Moneilema aterrimum (Fisher, 1931)
- Moneilema blapsides (Newman, 1838)
- Moneilema crassipes (Fisher, 1931)
- Moneilema ebeninum (Bates, 1885)
- Moneilema gigas (LeConte, 1873)
- Moneilema longipes (White, 1856)
- Moneilema manni (Psota, 1930)
- Moneilema mexicanum (Fisher, 1926)
- Moneilema michelbacheri (Linsley, 1942)
- Moneilema opuntiae (Fisher, 1928)
- Moneilema punctipennis (Fisher, 1926)
- Moneilema rugosissimum (Casey, 1924)
- Moneilema semipunctatum (LeConte, 1852)
- Moneilema subrugosum (Bland, 1862)
- Moneilema variolare (Thomson, 1867)
- Moneilema wickhami (Psota, 1930)